# Žalm 103

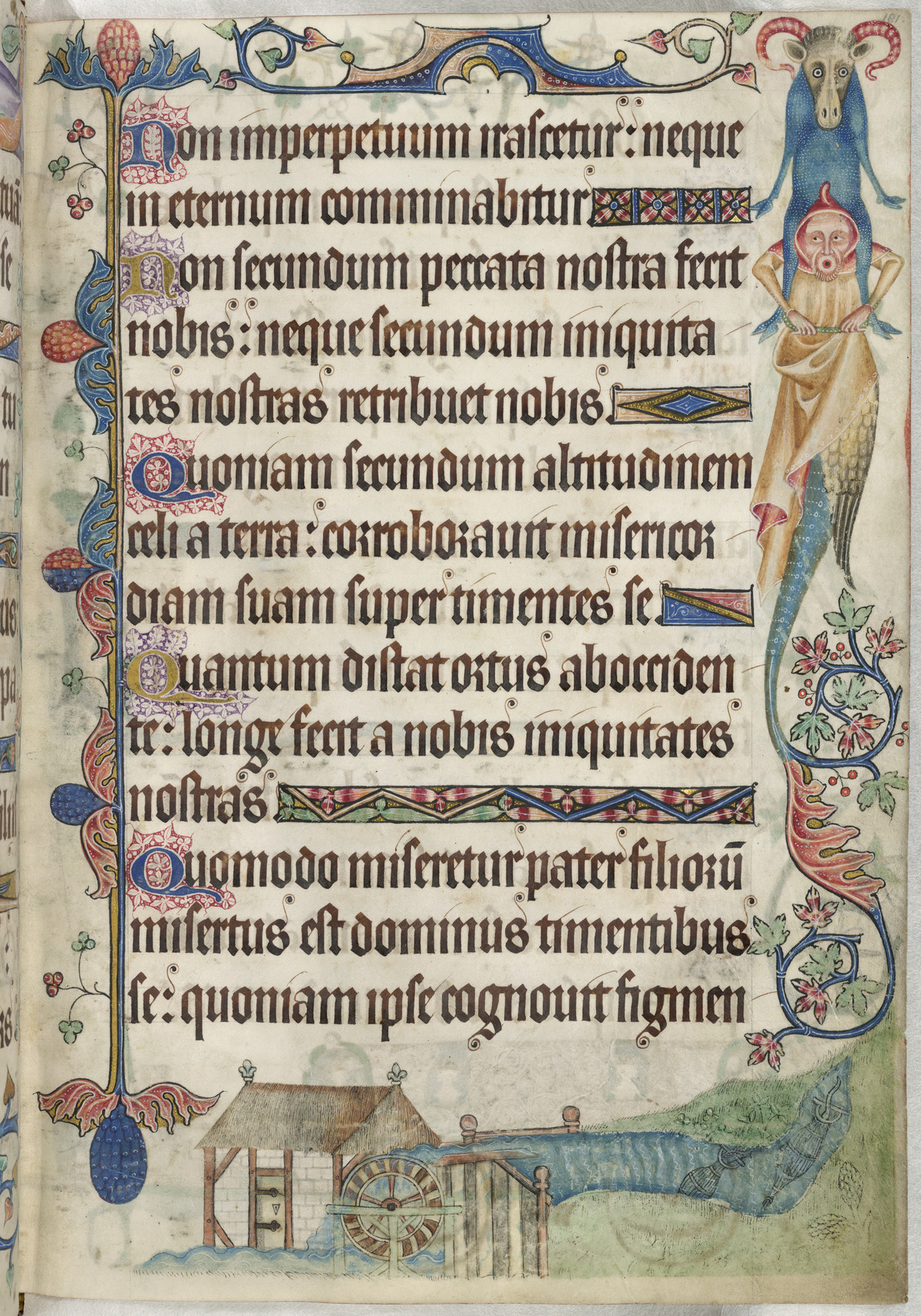
Žalm 103; vodní mlýn - Luttrellův žaltář (asi 1325-1335).

Žalm 103 („Dobrořeč, má duše, Hospodinu“) je biblický žalm. V překladech, které číslují podle Septuaginty, se jedná o 102. žalm. Žalm je nadepsán takto: „Davidův.“ Podle některých vykladačů toto nadepsání znamená, že žalm byl určen pro krále z Davidova rodu. Tradiční židovský výklad připisuje sepsání takto označených žalmů přímo králi Davidovi.